# Sceloporus cozumelae
Sceloporus cozumelae är en ödleart som beskrevs av  Jones 1927. Sceloporus cozumelae ingår i släktet Sceloporus och familjen Phrynosomatidae. IUCN kategoriserar arten globalt som livskraftig. Inga underarter finns listade i Catalogue of Life.